# 蘇漢法
蘇漢法（1293年—1332年），阿豪姆王國第四任國王。

## 執政
他執政時期，阿豪姆王國首次與鄰國大衝突。在1324年開始與卡馬塔王國進行一場長時期戰爭反對國王普拉塔普特拉吉，蘇漢法最後以娶普拉塔普特拉吉的妹拉賈妮停止戰爭。